# Murray Hood
Murray Hood (né le 17 novembre 1964 à Toronto, dans la province de l'Ontario au Canada) est un joueur canadien de hockey sur glace.

## Carrière de joueur
Il commence sa carrière en 1989 avec les Admirals de Hampton Roads dans l'ECHL.

## Statistiques
| Saison    | Équipe                    | Ligue |    | Saison régulière | Saison régulière | Saison régulière | Saison régulière | Saison régulière |   | Séries éliminatoires | Séries éliminatoires | Séries éliminatoires | Séries éliminatoires | Séries éliminatoires |
| Saison    | Équipe                    | Ligue | PJ | B                | A                | Pts              | Pun              | PJ               | B | A                    | Pts                  | Pun                  |                      |                      |
| 1989-1990 | Admirals de Hampton Roads | ECHL  | 56 | 15               | 69               | 84               | 37               | -                | - | -                    | -                    | -                    |                      |                      |
| 1990-1991 | Hawks de Moncton          | LAH   | 1  | 0                | 0                | 0                | 2                | -                | - | -                    | -                    | -                    |                      |                      |
| 1990-1991 | Admirals de Hampton Roads | ECHL  | 64 | 21               | 82               | 103              | 53               | 14               | 6 | 16                   | 22                   | 2                    |                      |                      |
| 1991-1992 | Admirals de Hampton Roads | ECHL  | 18 | 4                | 23               | 27               | 6                | -                | - | -                    | -                    | -                    |                      |                      |